# Operazione Siegfried
Operazione Siegfried (Inside Out) è un film del 1975, diretto da Peter Duffell.
Pellicola film thriller-spionistica che ha come interpreti principali Telly Savalas, Robert Culp e James Mason.

## Trama
Durante la seconda guerra mondiale, nell'agosto del 1941, un carico di lingotti d'oro destinato alle casse del Fuhrer è misteriosamente scomparso. L'ex colonnello tedesco Furben, venuto a sapere per caso del tesoro dall'ex subalterno Hans Schmidt, mette insieme una squadra di "specialisti" che si trasferisce con lui a Berlino per discutere dei preparativi dell'operazione di recupero. Di questi fanno parte: l'ex maggiore Harry Morgan, un intraprendente inglese amante del lusso, già prigioniero del colonnello Furben in Germania; l'esperto scassinatore Sly Welis di Amsterdam; lo stesso Schmidt, buon attore, attualmente senza lavoro; l'infermiera Erika; il sergente capo William Prior, attualmente in servizio presso la prigione Siegfried dove è rinchiuso il criminale nazista Reinhard Holtz, l'unico ancora in vita in grado di ricordare dove sia finito il carico d'oro, avendone autorizzato il trasferimento all'epoca.
Grazie alle informazioni e alla connivenza del sergente Prior, nonché all'accuratezza dell'organizzazione, il gruppo riesce a sostituire il prigioniero nella sua cella con il suo medico per 24 ore e a farlo parlare, drogandolo e mettendolo a confronto con un redivivo Hitler interpretato da Schmidt. Poi, con la connivenza di un ufficiale russo, riesce a recuperare l'oro in un bunker segreto situato in Germania Est, nei pressi della villa che era di Holtz, simulando l'operazione di disinnesco di un ordigno bellico per sfollare gli abitanti della palazzina sotto cui è collocato il bunker e penetrarvi con l'esplosivo. L'operazione sembra concludersi felicemente, quando l'ufficiale sovietico li tradisce cercando di rubare tutto il tesoro.